# Klimsenhorn
Das Klimsenhorn ist ein Berggipfel des Pilatusmassivs. Es liegt in der Gemeinde Hergiswil im Kanton Nidwalden in der Schweiz.

## Geographie
Das Klimsenhorn (1907,2 m ü. M.) steht dem Oberhaupt (2106 m ü. M.) nordwestlich über den Sattel des Klimsen vorgelagert. Vom Klimsenhorn gehen zwei Ausläufer aus, nordwestlich die Lauelenegg (1442 m ü. M.) und nordöstlich die Fräkmüntegg (1469 m ü. M.). Die Egg der Lauelen zieht über den Höchberg (1198 m ü. M.) nordwestwärts weiter bis zur Würzenegg (1173 m ü. M.) und begrenzt das Eigental, jene des Fräkmünt zieht in weitem Bogen ostwärts um das Einzugsgebiet des Steinibachs. Zwischen den nördlichen Eggen befindet sich im Einzugsgebiet des Ränggbachs die Krienseregg (1026 m ü. M.).

## Geschichte

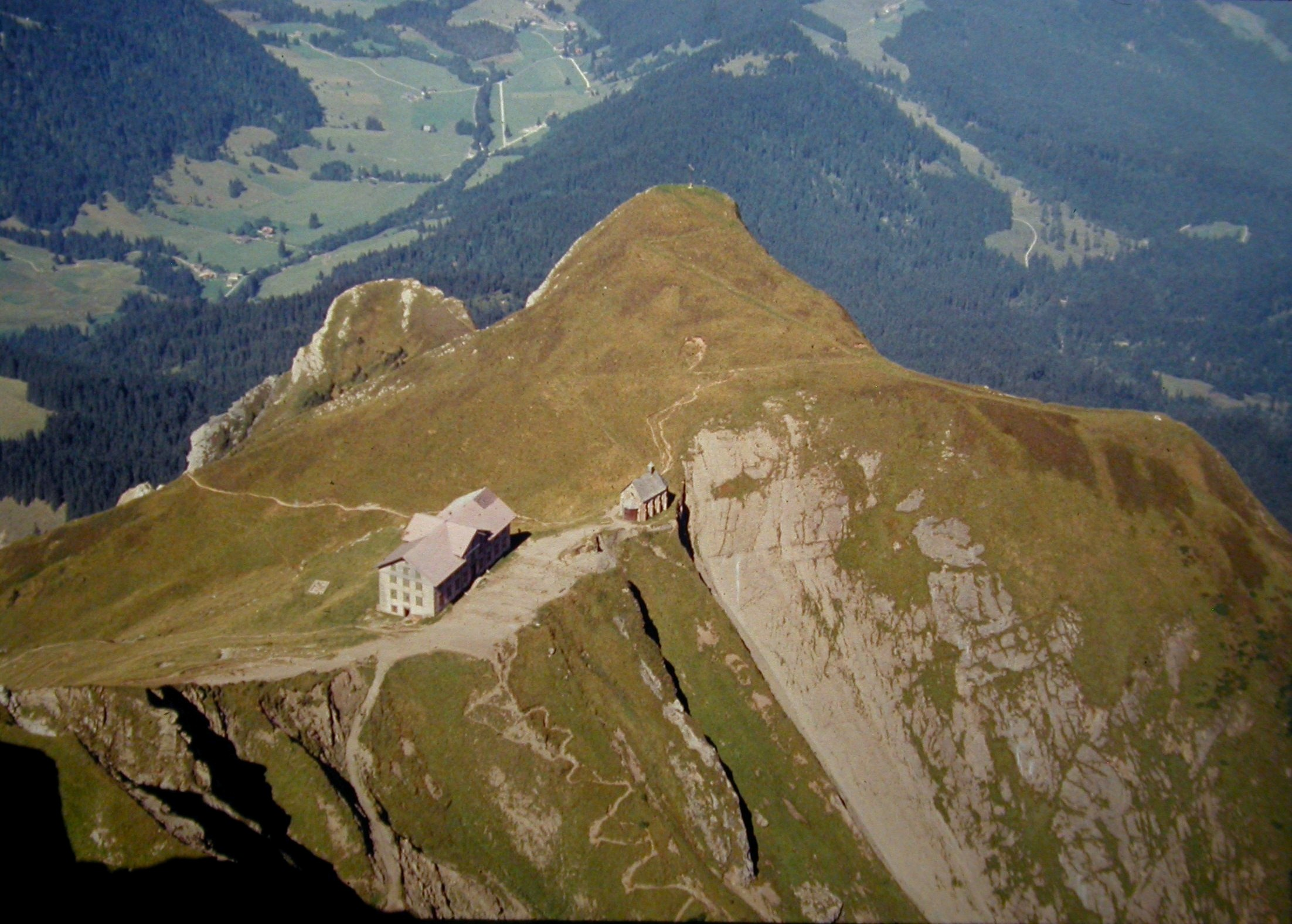
Das Klimsenhorn mit dem 1967 abgebrochenen Hotel Klimsenhorn und der Klimsenkapelle. Blick vom Pilatus im Jahre 1966.
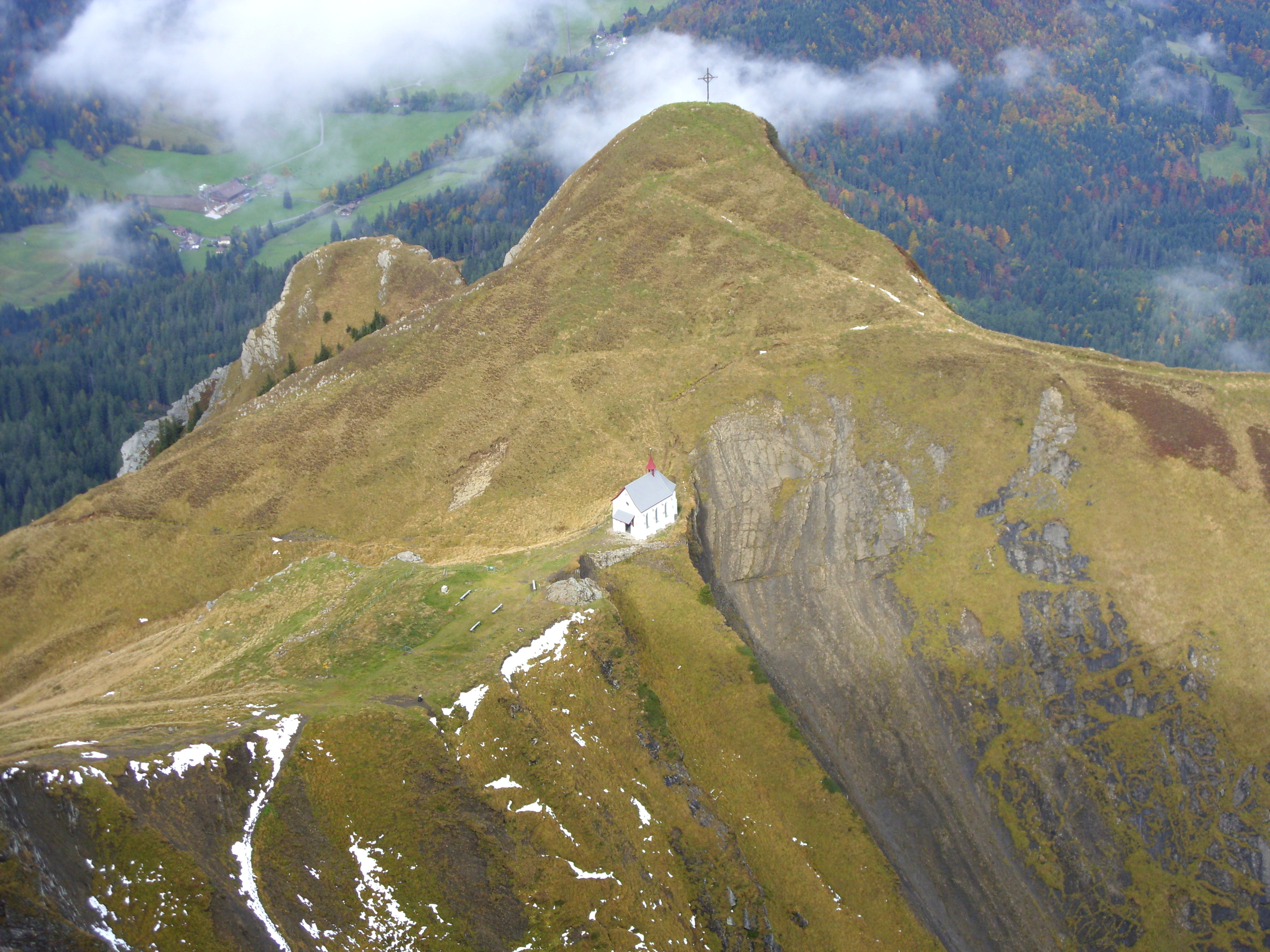
Klimsenkapelle am Klimsenhorn, wie sie heute vom Pilatus aus zu sehen ist. Aufnahme von 2008.
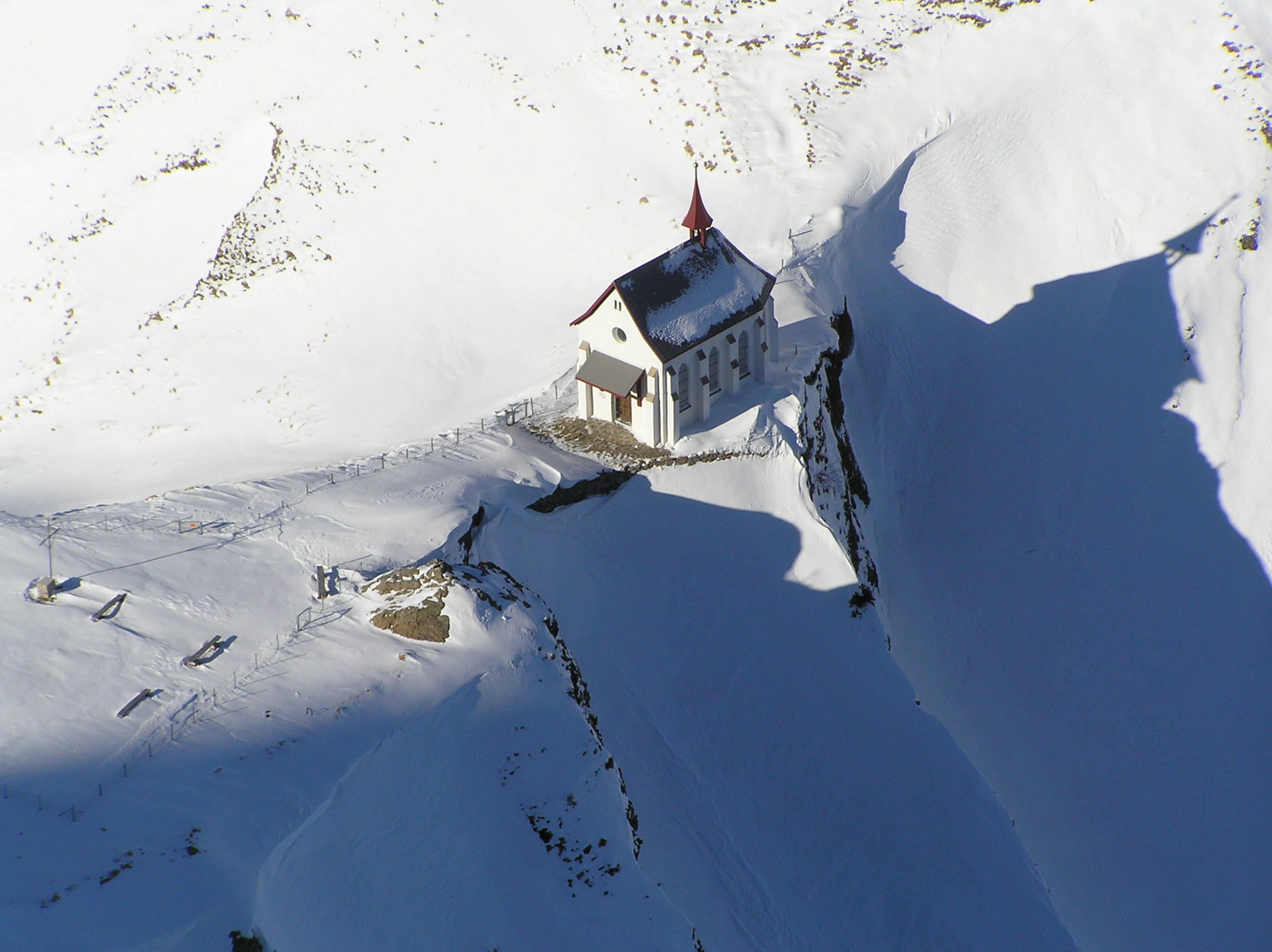
Die Kapelle auf dem Sattel des Klimsen. Dezember 2008.

Auf dem Sattel des Klimsen wurden von 1856 bis 1861 durch Kaspar Blättler die Klimsenkapelle und das Hotel Klimsenhorn gebaut. Hotelier im 19. Jahrhundert war der Alpnacher Melchior Britschgi. Das Hotel brannte ab und wurde 1967 abgebrochen. Die Kapelle wurde 2003 saniert und im August 2004 von Abt Berchtold Müller neu eingesegnet.